# Tübinger school
De Tübinger school is een stroming in de Bijbelwetenschap, kerkgeschiedenis en dogmageschiedenis. De stroming ontstond in 1826 rond Ferdinand Christian Baur, die wetenschappelijke methoden introduceerde bij het bestuderen van het Nieuwe Testament, en was invloedrijk in de 19de en het begin de 20e eeuw. Andere leden van deze school waren David Friedrich Strauss, Johann Tobias Beck, Karl Reinhold von Köstlin en Eduard Zeller.

## Opvatting
De stroming werd sterk beïnvloed door het dialectische systeem van Hegel en Fichtes drieslag: these-antithese-synthese. Deze benadering werd toegepast binnen de historisch-kritische methode om ieder geschrift in het vroege christendom op eigen merites te beoordelen. Ieder werk wordt gezien als product van een stadium in het proces waarin het christendom zich ontwikkelde.
De drieslag die deze stroming zag, was in grote lijnen als volgt:
1. Het vroegste christendom is het vroegchristelijk jodendom, dat zich gebonden voelde aan de Wet van Mozes en geloof in de Messias.
2. Al snel hierna kwam het paulijns christendom op, dat zich niet gebonden voelde aan de Wet van Mozes en universalistisch was.
3. Na een aanvankelijke periode van felle controverse, ontstond een periode van verzoening. De tegenstellingen werden minder scherp en men vond elkaar in een gemeenschappelijke verdediging tegen het gnosticisme en montanisme. Uiteindelijk werden de contrasten opgeheven in het allesoverkoepelende katholicisme.

## Invloed
In eerste instantie waren het alleen protestantse theologen en Bijbelwetenschappers die deze zienswijze aanhingen. Toen ook katholieke theologen en Bijbelwetenschappers de methoden gingen gebruiken die Baur voor Bijbelwetenschap had geïntroduceerd werden zij ook gerekend tot de Tübinger school. Zij deelden echter niet de opvattingen van Baur. Zij richtten zich vooral op het onderwerp 'goddelijke openbaring versus menselijke rede'.
Rond 1860 omarmde Brooke Foss Westcott de methodes die Baur had geïntroduceerd en ontwikkelde hij een historisch aangescherpte kritische methode voor Bijbelonderzoek.
In de 20e eeuw had de Tübinger school invloed op tal van natuurwetenschappers en filosofen, zoals Carl Friedrich von Weizsäcker.

## Andere Tübinger scholen
Soms worden andere stromingen ook Tübinger school genoemd:
1. Een stroming rond G.C. Storr (1746-1805): deze vertegenwoordigde in wezen het bovennatuurlijke van Kant, volgens welke goddelijke openbaring boven alle menselijke rede is. Daarom heeft het formele gezag van de Bijbel volgens deze school ook zijn plaats in onderzoek.
2. Een katholieke stroming rond 1819 rond J.S. Drey, verder ontwikkeld door Möhler en Hirscher.